# Жуан Жесуш
Жуан Гилерме Нунеш Жесуш (на португалски: Juan Guilherme Nunes Jesus) е бразилски професионален футболист, който от 2016 г. се състезава за италианския Наполи.